# Сельское поселение Пискалы
Се́льское поселе́ние Пискалы — муниципальное образование в Ставропольском районе Самарской области Российской Федерации.
Административный центр — село Пискалы.

## История
Статус и границы сельского поселения установлены Законом Самарской области от 28 февраля 2005 года № 67-ГД «Об образовании сельских поселений в пределах муниципального района Ставропольский Самарской области, наделении их соответствующим статусом и установлении их границ».

## Население
| 2010  | 2012  | 2013  | 2014  | 2015  | 2016  | 2017  |
| ----- | ----- | ----- | ----- | ----- | ----- | ----- |
| 1958  | ↗2001 | ↘1987 | ↘1967 | ↗1981 | ↘1974 | ↗1975 |
| 2018  | 2019  | 2020  | 2021  |       |       |       |
| ↘1938 | ↘1911 | ↘1878 | ↘1790 |       |       |       |

## Состав сельского поселения
| № | Населённый пункт | Тип населённого пункта       | Население |
| - | ---------------- | ---------------------------- | --------- |
| 1 | Красная Дубрава  | село                         | 17        |
| 2 | Новое Ерёмкино   | село                         | ↘282      |
| 3 | Пискалы          | село, административный центр | ↘1659     |